# Paul Bradford
Paul Bradford (* 1. Dezember 1963) ist ein irischer Politiker der Fine Gael.
Im Jahr 1985 wurde Bradford im Alter von 21 Jahren in das Cork County Council gewählt. Nachdem er von 1987 bis 1989 dem 18. Seanad Éireann angehört hatte, wurde er 1989 erstmals im Wahlkreis Cork East in den Dáil Éireann gewählt. In den Jahren 1992 und 1997 erfolgte jeweils seine Wiederwahl. Als Abgeordneter fungierte er während des 27. Dáil vom 21. März 1995 bis zum 15. Mai 1997 Ko-Vorsitzender des British-Irish Interparliamentary Body. Im Jahr 2002 wurde er erneut in den Seanad Éireann gewählt. Bei der nächsten Senatswahl 2007 konnte Bradford diesen Erfolg wiederholen.
Er war Mitglied der irischen Delegation im Europarat und fungierte des Weiteren durch seine Mitgliedschaft in der Fine Gael Delegierter im Forum for Peace and Reconciliation.